# مقياس الخصية
يُعرَّف مقياسُ الخِصيةِ -أو ما قد يُسمى أحياناً «خرز القلق الطبي» أو «مسبحة الغدد الصماء» أو "كرات برادر"- على أنّهُ أداةٌ طبيّة تُستخدم لِقياس حجمِ الخصيةِ لدى الرِجالِ.

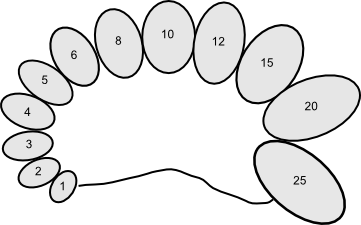
رسم تخطيطي يوضح مقياس الخصية

طُرِحَ مقياسُ الخِصيةِ مِن قِبَلِ أخصائية الغُدد الصّماء لِلأطفالِ أندريا برادر من جامعة زيورخ، ويتكون مِنْ سِلسِلة تِضُمُّ اثنتي عشرةَ حبّة -قِطَعة أو خَرَزَةً- خشبِيّة أو بلاستيكيّة مُرَقِّمة تتَزايد تدريجياً في حجمِها بدءاً من 1 وصولاً إلى 25ملم، تتم مُقارنة هذه الحبّات مع الخِصيَة ويٌحدَّد حجم الخِصيَة طِبقاً لِحَجمِ الحبِّةِ المُطابِقَةِ. يتراوحُ الحجمُ الطبيعيُّ للخصيَةِ في مرحَلَةِ ما قبل البُلوغِ بين الواحدِ إلى ثلاث مِلّليترات، بينما يكونُ في مرحلة البلوغِ قُرابِةِ الأربعةِ فأكثر، وبالنسبةِ للبالِغين فالحجمُ يتراوحُ بينِ الإثني عشرَ والخمسةِ والعشرين مليلتراَ.
الاختلافُ عَن القِيَمٍ الطَّبيعيَّةِ والّذي يمكِنُ الكَشفُ عنهُ بِدقّة باستخدامِ مقياسُ الخِصيةِ يُمكِنُ أن يساعدنا للكشفِ عن بعضِ الاعتِلالات، فَمثلاً الحجمُ الصّغيرُ للخصيةِ يدُلُّ على قصورِ الغدّةِ التّناسُليّة الأوليّ أو الثّانويّ. فضلاً عن ذلك، فأنّ مقياس الخصيةِ يُساعدُ في الكشفِ عن البلوغِ المبكِرِ؛ كونَ النمو الملاحظَ في حجِمِ الخصيةِ من العلامات الأوليّة المبكرةِ والمُميّزةِ لِمرحلةِ البلوغِ. أما بالنسبة للحجم الكبيرِ للخصيةِ، فأنَّ ذلك قد يدلّ على متلازمة الكروموسومX الهش المشهورةِ لكونِها أحدَ أهمِّ أسبابِ صعوباتِ التعلّمِ المتوارَثَة.

صورة لرجل يستخدم مقياس الخصية

وصف اختصاصي الغدد الصّماء في مشفى كريستي في مانشستر الدكتور ستيفن شاليت مقياسَ الخصيةِ بكونِه سمّاعةَ أخصائيي الغددِ الصماء.

## مقياس الخصية الرقمي
يتوفرُ مقياسُ الخصيةِ أيضاً على شكلِ تطبيقٍ رقميٍ يمكنُ تحميلهُ من متجرِ التطبيقات، بهذا يمكنُ تتبّعِ حجم الخصيَةِ وربما المساعدةِ في تشخيص بعضِ الأمراضِ مثل ضمورِ الخصيةِ ومتلازمةِ كلينفلتر.

## مفاهيم ذات صِلة
هناكَ العديدُ من الأنظمةِ المستخدمةِ لتقييمِ الأعضاء التناسلية لِكلا الحنسين وتصنيفها من حيثٍ كونها طبيعةً أم لا منها مِقياسُ برادر ومقياس كويلي.